# Hopfgarten (Frohburg)
Hopfgarten ist ein Ortsteil der Stadt Frohburg im sächsischen Landkreis Leipzig und im Südosten des Kohrener Landes.

## Geografie

### Geografische Lage und Verkehr
Hopfgarten befindet Südwestrand des Colditzer Waldes an der Kleinen Eula. Der Ort besitzt einen Haltepunkt an der Bahnstrecke Leipzig–Geithain.

### Nachbarorte
|           | Buchheim                                    |            |
| Elbisbach | Kompassrose, die auf Nachbargemeinden zeigt | Ebersbach  |
|           | Frankenhain                                 | Tautenhain |

## Geschichte
Das Platzdorf Hopfgarten wurde im Jahr 1272 unter Nennung eines Sifridus de Hophegarten erstmals erwähnt. Der Ort stand um 1551 unter der Gerichtsbarkeit des Ritterguts Wolftitz, um 1696 gehörte der Ort zum im Ort befindlichen Rittergut Hopfgarten, das von ca. 1455 bis zur Enteignung in der Sowjetischen Besatzungszone 1945 im Besitz der Familie von Einsiedel verblieb. Hopfgarten lag bis 1856 im kursächsischen bzw. königlich-sächsischen Amt Borna. Ab 1856 gehörte der Ort zum Gerichtsamt Geithain und ab 1875 zur Amtshauptmannschaft Borna. 1887 wurde die Bahnstrecke Leipzig–Geithain in Betrieb genommen, die den Ort im Nordosten tangiert.
Durch die zweite Kreisreform in der DDR kam die Gemeinde Hopfgarten im Jahr 1952 zum Kreis Geithain im Bezirk Leipzig, der ab 1990 als sächsischer „Landkreis Geithain“ fortgeführt wurde und 1994 im Landkreis Leipziger Land bzw. 2008 im Landkreis Leipzig aufging. Hopfgarten einer der fünf Orte, die sich am 1. Januar 1994 zur Gemeinde Eulatal zusammenschlossen. Diese wurde am 1. Januar 2009 nach Frohburg eingemeindet.

## Persönlichkeiten
- Christian Friedrich Bauer (1696–1752), Deutscher evangelischer Theologe.